# Хорунжий великий литовский
Хорунжий великий литовский (пол. Chorąży wielki litewski, лат. Vexillifer Lithuaniae) — государственный деятель в Великом княжестве Литовском. Первоначально был известен как хорунжий земский литовский. В постоянной форме должность возникла во время правления великого князя Александра, позднее должность осталась только номинальной. Хорунжий носил хоругвь Великого княжества Литовского при князе во время важнейших почётных мероприятий — коронации, похорон, награждений и т.д. Отвечал за сохранность хоругви, вёл учёт военнообязанных и отвечал за мобилизацию. Стоял обычно по правую сторону от великого князя. Одновременно не мог занимать другие должности.
За всю историю существования должности один человек отказался ради сохранения должности хорунжего от перехода на другой пост: князь Богуслав Раздивилл 11 апреля 1644 был назначен кормчим, а хорунжим стал Михаил Радзивилл, однако после отказа князя Богуслава кормчим стал в итоге князь Михаил.

## Список хорунжих великих литовских
| Изображение | Годы деятельности              | Имя                             |
| ----------- | ------------------------------ | ------------------------------- |
|             | 1501                           | князь Иван Глинский             |
|             | 1509—1511                      | Николай Юндилович               |
|             | 1514—1522                      | Добек Скиландович               |
|             | 1523                           | Симон Скиндер                   |
|             | 1529—1540                      | Войцех Нарбутович               |
|             | 1546                           | Николай Третьяк                 |
|             | 1557—1563                      | Шчасны Герцик                   |
|             | 1580—1592                      | Богуш Мицута                    |
|             | 10 мая 1592 — 1610             | Андрей Волович                  |
|             | 1610 — 14 марта 1623           | Криштоф Ходкевич                |
|             | 5 мая 1623 — 8 января 1627     | Самуил Пац                      |
|             | 22 января 1627 — 1638          | Николай Сапега                  |
|             | 1638 — 28 апреля 1646          | князь Богуслав Раздивилл        |
|             | апрель 1646 — 1656             | Христофор Сигизмунд Пац         |
|             | 16 августа 1656 — 1674         | Жигимонт Адам Слушка            |
|             | 1675—1683                      | Юзеф Богуслав Слушка            |
|             | 1683—1687                      | Криштоф Казимир Белозор         |
|             | 22 апреля 1687 — 14 июля 1698  | князь Григорий Антоний Огинский |
|             | 14 июля 1698 — 1 августа 1750  | князь Юзеф Чарторыйский         |
|             | 25 августа 1750 — 17 мая 1760  | князь Иероним Флориан Радзивилл |
|             | 30 мая 1760 — 1782             | Станислав Фердинанд Ржевуский   |
|             | 11 июня 1782 — 24 декабря 1790 | Станислав Солтан                |
|             | 3 января 1791 — 1791           | Томаш Вавжецкий                 |
|             | 15 ноября 1791 — 1795          | Францишек Владислав Чарнецкий   |